# Жуково (Славенський повіт)
Жуково (пол. Żukowo) — село в Польщі, у гміні Славно Славенського повіту Західнопоморського воєводства.
Населення — 355 осіб (2011).
У 1975-1998 роках село належало до Слупського воєводства.

## Демографія
Демографічна структура станом на 31 березня 2011 року:
|          | Загалом | Допрацездатний вік | Працездатний вік | Постпрацездатний вік |
| -------- | ------- | ------------------ | ---------------- | -------------------- |
| Чоловіки | 189     | 39                 | 137              | 13                   |
| Жінки    | 166     | 34                 | 96               | 36                   |
| Разом    | 355     | 73                 | 233              | 49                   |